# Vyt-lès-Belvoir
Vyt-lès-Belvoir é uma comuna francesa na região administrativa de Borgonha-Franco-Condado, no departamento de Doubs. Estende-se por uma área de 7,54 km². Em 2010 a comuna tinha 190 habitantes (densidade: 25,2 hab./km²).